# Jean-Pierre Seguin
Pour les articles homonymes, voir Seguin.
Ne doit pas être confondu avec Jean-Pierre Séguin.
Jean-Pierre Seguin, né le 7 mars 1920 à Avranches et mort le 17 décembre 2014 à Granville, est un bibliothécaire et historien de l'art français.

## Biographie
Jean-Pierre Seguin est le fils du folkloriste Jean Seguin (1893-1954), archéologue, bibliographe et notamment secrétaire de la société d'Archéologie d'Avranches et de Mortain
Entré à la Bibliothèque nationale en 1942, Jean-Pierre Seguin a d'abord été affecté au catalogue de la collection Le Senne, tâche qui le retiendra jusqu'en 1948. En 1951, il est nommé responsable des magasins des imprimés. Il rédige une note de travail sur la maintenance et les activités spécifiques de magasinage.
À partir de 1969, il effectue de nombreux voyages à l'étranger pour compléter les informations lui permettant d'accomplir la nouvelle mission qui lui a été confiée depuis 1963 : la construction d'une nouvelle bibliothèque de lecture publique, appelée à l'origine « Bibliothèque des Halles » et que l'on nomme depuis son inauguration en 1977, Bibliothèque publique d'information.
Il en est, jusqu'en août 1977, le premier directeur.
Il prend ensuite la direction du département des estampes et de la photographie de la Bibliothèque nationale (1977-1981).
Il est promu commandeur de la Légion d'honneur en 1993.

## Œuvres
- Légendes traditionnelles de la Normandie, Louis Aubert, 1946.
- Nouvelles à sensation. Canards du XIXe siècle, Armand Colin, 1960.
- Iconographie de Barbey d'Aurevilly, P. Cailler, 1961.
- L'Information en France avant le périodique, GP Maisonneuve et Larose, 1964.
- Physiologie du canard, Flammes et fumées, 1965.
- Le Jeu de cartes, Hermann, 1968.
- Canards du siècle passé, Horay, 1969.
- Eugène Morel et la lecture publique : Un prophète en son pays. Nouvelle édition [en ligne]. Paris : Éditions de la Bibliothèque publique d’information, 1994. DOI : 10.4000/books.bibpompidou.1827.
- Comment est née la Bpi : Invention de la médiathèque. Nouvelle édition [en ligne]. Paris : Éditions de la Bibliothèque publique d’information, 1987. DOI : 10.4000/books.bibpompidou.1899.

### Témoignage
- Entretien avec Jean-Pierre Seguin des 3 et 10 décembre 2001  / Jean-Yves Sarazin, Marie-Odile Illiano, interview ; Jean-Pierre Seguin, participant. - Reproduction numérisée. - Paris, Bibliothèque nationale de France, 2001. - 4 disques compacts enregistrables (3 h 06 min 09 s).

- Notices d'autorité :   - VIAF
  - ISNI
  - BnF (données)
  - IdRef
  - LCCN
  - GND
  - CiNii
  - Espagne
  - Belgique
  - Pays-Bas
  - Pologne
  - Israël
  - NUKAT
  - Vatican
  - Norvège
  - WorldCat